# Internationaal Verdrag inzake de voorbereiding op, de bestrijding van en de samenwerking bij olieverontreiniging
Het Internationaal Verdrag inzake de voorbereiding op, de bestrijding van en de samenwerking bij olieverontreiniging (International Convention on Oil Pollution Preparedness, Response and Co-operation, OPRC-verdrag) is een internationaal verdrag uit 1990 van de Internationale Maritieme Organisatie dat handelt over de maatregelen voor olievervuiling op nationaal vlak en in een internationale context. De conventie werd in 1990 goedgekeurd en trad in 1995 in werking.